# Agolada
Agolada ist eine Gemeinde im Nordosten der Provinz Pontevedra in der spanischen Autonomen Region Galicien. Das politische Zentrum der Gemeinde lag bis zur Mitte des 20. Jahrhunderts in der Ortschaft Borraxeiros, wurde aber danach nach Agolada verlegt, einer kleinen Ortschaft in der Gemeinde Ferreiroa.

## Geografie
Der Gemeindebezirk Agolada liegt in einem Gebiet zwischen dem Gebirge Serra do Farelo und dem Fluss Arnego. Die Geografie des Gemeindebezirkes wird von drei wesentlichen Faktoren geprägt: dem Gebirge Serra do Farelo, den sanften Wellen des erodierenden Grundes sowie das Flusssystem rund um den Fluss Ulla mit seinem Nebenfluss Arnego.

## Geschichte
Im Gemeindebezirk sind einige megalithische Überreste aus der Zeit 3.000 bis 1.800 v. Chr. (Neolithikum) zu finden. Beispiele hierfür sind die Anhöhe Monte das Mámoas, geschliffene Steinbeile aus den Ortschaften O Quinteiro und Monte Laxido. Auch die so genannte Castro-Kultur (Castros = befestigte Ansiedlungen aus Stein in Rundbauweise) hat ihre Spuren hinterlassen. Besonders erwähnenswert ist der Castro de Buxel und der Castro de Marcelín. Darüber hinaus haben sich im ganzen Gemeindebezirk Felder mit Grabhügeln sowie Dolmen erhalten. In diesem Zusammenhang ist der Schatz von Agolada erwähnenswert. Dieser wertvolle Fund (zwei Goldarmbänder und Halsschmuck), der in einem Museum der Provinzhauptstadt Pontevedra ausgestellt ist, entstammt einer Grabbeigabe in einem Grabhügel (galicisch mámoa) bei Campo da Xesta in der Ortschaft Ferreiroa.
Aus der römischen Besatzungszeit sind heute insbesondere alte Verkehrswege erhalten, so etwa die Brücke über den Fluss Ulla in Basadre, in der Gemeinde Vilariño.
Der Name der Stadt stammt vom lateinischen Aqua Lata ab, weil hier möglicherweise in der Antike ein Aquädukt vorbeiführte.

## Bevölkerungsentwicklung der Gemeinde
Legende: Golada___Agolada

## Gemeindegliederung
Die Gemeinde Agolada ist in 24 Parroquias gegliedert:
| Parroquias       | Patrozinium    | Einwohner 2024 | Fläche km² | Dichte Einw./km² | Höhe msnm | Ortskennzahl |
| ---------------- | -------------- | -------------- | ---------- | ---------------- | --------- | ------------ |
| Agra             | San Miguel     | 38             | 6,36       | 6                | 323       | 36020010000  |
| Artoño           | Santalla       | 93             | 6,62       | 14               | 479       | 36020020000  |
| A Baíña          | San Pedro      | 53             | 5,44       | 10               | 407       | 36020030000  |
| Basadre          | Santa María    | 37             | 2,58       | 14               | 345       | 36020060000  |
| Berredo          | Santa María    | 87             | 4,27       | 20               | 430       | 36020070000  |
| Borraxeiros      | San Cristovo   | 227            | 16,51      | 14               | 543       | 36020080000  |
| Brántega         | San Lourenzo   | 99             | 6,43       | 15               | 394       | 36020090000  |
| Brocos           | San Miguel     | 47             | 3,55       | 13               | 293       | 36020100000  |
| Carmoega         | San Pedro      | 50             | 5,01       | 10               | 319       | 36020110000  |
| Eidián           | Santiago       | 102            | 6,59       | 15               | 454       | 36020120000  |
| Esperante        | San Cibrao     | 64             | 2,36       | 27               | 510       | 36020130000  |
| Ferreiroa        | San Pedro      | 531            | 12,04      | 44               | 511       | 36020140000  |
| Gurgueiro        | San Miguel     | 28             | 7,01       | 4                | 533       | 36020150000  |
| Merlín           | San Pedro      | 30             | 4,08       | 7                | 572       | 36020160000  |
| Órrea            | Santo André    | 42             | 3,60       | 12               | 462       | 36020170000  |
| Ramil            | San Martiño A. | 35             | 5,44       | 6                | 388       | 36020180000  |
| San Paio de Bais | San Paio       | 35             | 2,02       | 17               | 0         | 36020040000  |
| Santa Comba      | San Xoán       | 69             | 4,85       | 14               | 550       | 36020190000  |
| Sesto            | San Cibrao     | 33             | 2,87       | 11               | 353       | 36020210000  |
| O Sexo           | Santiago       | 40             | 2,82       | 14               | 372       | 36020200000  |
| As Trabancas     | San Mamede     | 109            | 10,09      | 11               | 594       | 36020220000  |
| Val de Sangorza  | Santa María    | 68             | 6,05       | 11               | 589       | 36020230000  |
| Ventosa          | San Xulián     | 241            | 16,11      | 15               | 593       | 36020240000  |
| Vilariño         | Santa María    | 96             | 5,17       | 19               | 445       | 36020250000  |

## Wirtschaft
| Ackerbau, Viehzucht und Fischerei                                                  | 161 | 021,21 |
| Industrie                                                                          | 100 | 013,18 |
| Bauwirtschaft                                                                      | 072 | 09,49  |
| Dienstleistungsbetriebe                                                            | 426 | 056,13 |
| Total                                                                              | 759 | 100,00 |
| * Daten aus dem Statistischen Amt für Wirtschaftliche Entwicklung in Galicien, IGE |     |        |